# Studios Maida Vale
 (novembre 2023).
Si vous disposez d'ouvrages ou d'articles de référence ou si vous connaissez des sites web de qualité traitant du thème abordé ici, merci de compléter l'article en donnant les références utiles à sa vérifiabilité et en les liant à la section « Notes et références ».
Les Studios Maida Vale sont un ensemble de sept studios d'enregistrement appartenant à la BBC et dont cinq sont encore régulièrement utilisés. Situés à Londres, ils ont accueilli des milliers de sessions pour les BBC Radio 1, BBC Radio 2, BBC Radio 3, BBC Radio 4 et BBC Radio 6 Music depuis 1946. Les 75 ans du complexe ont été fêtés le 30 octobre 2009 par la BBC Radio 1 en diffusant soixante-quinze chansons enregistrées dans les locaux.